# Olympische Sommerspiele 2024/Teilnehmer (Mexiko)
| Gelbes Symbol für Goldmedaillen mit stilisierten Olympischen Ringen | Graues Symbol für Silbermedaillen mit stilisierten Olympischen Ringen | Braundes Symbol für Bronzemedaillen mit stilisierten Olympischen Ringen |
| ------------------------------------------------------------------- | --------------------------------------------------------------------- | ----------------------------------------------------------------------- |
| —                                                                   | 3                                                                     | 2                                                                       |

Mexiko nahm an den Olympischen Spielen 2024 vom 26. Juli bis zum 11. August 2024 in Paris teil. Es war die insgesamt 25. Teilnahme an Olympischen Sommerspielen.

## Medaillen

### Medaillenspiegel
| Rang   | Sportart       | Gold | Silber | Bronze | Gesamt |
| ------ | -------------- | ---- | ------ | ------ | ------ |
| 1      | Wasserspringen | 0    | 1      | 1      | 2      |
| 2      | Boxen          | 0    | 1      | 0      | 1      |
| 2      | Judo           | 0    | 1      | 0      | 1      |
| 4      | Bogenschießen  | 0    | 0      | 1      | 1      |
| Gesamt | Gesamt         | 0    | 3      | 2      | 5      |

### Medaillengewinner
| Name/n                                           | Sportart       | Wettkampf            |
| ------------------------------------------------ | -------------- | -------------------- |
| Silber                                           |                |                      |
| Osmar Olvera Juan Celaya                         | Wasserspringen | Synchronspringen 3 m |
| Prisca Awiti Alcaraz                             | Judo           | Klasse bis 63 kg     |
| Marco Verde                                      | Boxen          | Klasse bis 71 kg     |
| Bronze                                           |                |                      |
| Osmar Olvera                                     | Wasserspringen | Kunstspringen 3 m    |
| Ángela Ruiz Alejandra Valencia Ana Paula Vázquez | Bogenschießen  | Mannschaft           |

## Teilnehmer nach Sportarten

### Badminton
Über die Race-to-Paris-Rangliste qualifizierte sich Luis Ramón Garrido für den Einzelwettbewerb der Männer.
| Athleten           | Wettbewerb | Gruppenphase | Gruppenphase             | Gruppenphase | Gruppenphase | Achtelfinale  | Achtelfinale  | Viertelfinale | Viertelfinale | Halbfinale    | Halbfinale    | Finale / Platz 3 | Finale / Platz 3 | Rang |
| Athleten           | Wettbewerb | Gegner       | Ergebnis                 | Punkte       | Rang         | Gegner        | Ergebnis      | Gegner        | Ergebnis      | Gegner        | Ergebnis      | Gegner           | Ergebnis         | Rang |
| ------------------ | ---------- | ------------ | ------------------------ | ------------ | ------------ | ------------- | ------------- | ------------- | ------------- | ------------- | ------------- | ---------------- | ---------------- | ---- |
| Männer             |            |              |                          |              |              |               |               |               |               |               |               |                  |                  |      |
| Luis Ramón Garrido | Einzel     | Chou T.-c.   | 0:2 (17:21, 13:21)       | 0            | 3            | ausgeschieden | ausgeschieden | ausgeschieden | ausgeschieden | ausgeschieden | ausgeschieden | ausgeschieden    | ausgeschieden    | 27   |
| Luis Ramón Garrido | Einzel     | Lee C. Y.    | 0:2 (5:21, 21:15, 17:21) | 0            | 3            | ausgeschieden | ausgeschieden | ausgeschieden | ausgeschieden | ausgeschieden | ausgeschieden | ausgeschieden    | ausgeschieden    | 27   |

### Bogenschießen
Die Mannschaft der Frauen konnte sich über die Weltmeisterschaften 2023 qualifizieren. Den Männern gelang dies beim finalen Qualifikationsturnier in Antalya. Damit waren auch in den Einzelwettbewerben je drei Athleten startberechtigt. Auch ein Mixed ging an den Start.
| Athleten                                         | Wettbewerb | Qualifikation | Qualifikation | 1. Runde            | 1. Runde | 2. Runde       | 2. Runde      | Achtelfinale  | Achtelfinale  | Viertelfinale | Viertelfinale | Halbfinale    | Halbfinale    | Finale / Platz 3 | Finale / Platz 3 | Rang   |
| Athleten                                         | Wettbewerb | Ringe         | Rang          | Gegner              | Ergebnis | Gegner         | Ergebnis      | Gegner        | Ergebnis      | Gegner        | Ergebnis      | Gegner        | Ergebnis      | Gegner           | Ergebnis         | Rang   |
| ------------------------------------------------ | ---------- | ------------- | ------------- | ------------------- | -------- | -------------- | ------------- | ------------- | ------------- | ------------- | ------------- | ------------- | ------------- | ---------------- | ---------------- | ------ |
| Frauen                                           |            |               |               |                     |          |                |               |               |               |               |               |               |               |                  |                  |        |
| Ángela Ruiz                                      | Einzel     | 658 SB        | 24            | B. Pitman           | 2:6      | ausgeschieden  | ausgeschieden | ausgeschieden | ausgeschieden | ausgeschieden | ausgeschieden | ausgeschieden | ausgeschieden | ausgeschieden    | ausgeschieden    | 33     |
| Alejandra Valencia                               | Einzel     | 669 SB        | 8             | J. Mucino-Fernandez | 6:2      | W. Martschenko | 6:4           | Li J.         | 6:5           | Lim S.-h.     | 4:6           | ausgeschieden | ausgeschieden | ausgeschieden    | ausgeschieden    | 6      |
| Ana Paula Vázquez                                | Einzel     | 659           | 20            | C. Schwarz          | 4:6      | ausgeschieden  | ausgeschieden | ausgeschieden | ausgeschieden | ausgeschieden | ausgeschieden | ausgeschieden | ausgeschieden | ausgeschieden    | ausgeschieden    | 33     |
| Ángela Ruiz Alejandra Valencia Ana Paula Vázquez | Mannschaft | 1986          | 3             | —                   | —        | —              | —             | —             | —             | Deutschland   | 5:1           | China         | 2:5           | Niederlande      | 6:2              | Bronze |
| Männer                                           |            |               |               |                     |          |                |               |               |               |               |               |               |               |                  |                  |        |
| Matías Grande                                    | Einzel     | 676           | 11            | Baatarchujagiin O.  | 7:1      | J. Enríquez    | 6:2           | B. Addis      | 4:6           | ausgeschieden | ausgeschieden | ausgeschieden | ausgeschieden | ausgeschieden    | ausgeschieden    | 9      |
| Bruno Martínez                                   | Einzel     | 653           | 44            | H. Franco           | 3:7      | ausgeschieden  | ausgeschieden | ausgeschieden | ausgeschieden | ausgeschieden | ausgeschieden | ausgeschieden | ausgeschieden | ausgeschieden    | ausgeschieden    | 33     |
| Carlos Rojas                                     | Einzel     | 643           | 55            | U. B. Tümer         | 4:6      | ausgeschieden  | ausgeschieden | ausgeschieden | ausgeschieden | ausgeschieden | ausgeschieden | ausgeschieden | ausgeschieden | ausgeschieden    | ausgeschieden    | 33     |
| Matías Grandes Bruno Martínez Carlos Rojas       | Mannschaft | 1972          | 9             | —                   | —        | —              | —             | Japan         | 1:5           | ausgeschieden | ausgeschieden | ausgeschieden | ausgeschieden | ausgeschieden    | ausgeschieden    | 9      |
| Mixed                                            |            |               |               |                     |          |                |               |               |               |               |               |               |               |                  |                  |        |
| Alejandra Valencia Matías Grandes                | Mannschaft | 1345          | 7             | —                   | —        | —              | —             | Brasilien     | 5:1           | Deutschland   | 1:5           | ausgeschieden | ausgeschieden | ausgeschieden    | ausgeschieden    | 8      |

### Boxen
Bei den Panamerikanischen Spielen 2023 konnten sich die ersten beiden mexikanischen Boxer für die Olympischen Spiele qualifizieren. Zudem gelang zwei Boxerinnen die Qualifikation beim zweiten internationalen Qualifikationsturnier in Bangkok.
| Athleten             | Wettbewerb         | 1. Runde   | 1. Runde | Achtelfinale     | Achtelfinale | Viertelfinale | Viertelfinale | Halbfinale    | Halbfinale    | Finale             | Finale        | Rang   |
| Athleten             | Wettbewerb         | Gegner     | Ergebnis | Gegner           | Ergebnis     | Gegner        | Ergebnis      | Gegner        | Ergebnis      | Gegner             | Ergebnis      | Rang   |
| -------------------- | ------------------ | ---------- | -------- | ---------------- | ------------ | ------------- | ------------- | ------------- | ------------- | ------------------ | ------------- | ------ |
| Frauen               |                    |            |          |                  |              |               |               |               |               |                    |               |        |
| Fátima Herrera       | Klasse bis 50 kg   | L. Fuertes | 3:2      | B. Naz Çakıroğlu | 0:5          | ausgeschieden | ausgeschieden | ausgeschieden | ausgeschieden | ausgeschieden      | ausgeschieden | 9      |
| Citlalli Ortiz       | Klasse bis 75 kg   | —          | —        | C. Parker        | 0:5          | ausgeschieden | ausgeschieden | ausgeschieden | ausgeschieden | ausgeschieden      | ausgeschieden | 9      |
| Männer               |                    |            |          |                  |              |               |               |               |               |                    |               |        |
| Miguel Ángel Ramírez | Klasse bis 63,5 kg | Freilos    | Freilos  | R. Abdullaev     | 0:5          | ausgeschieden | ausgeschieden | ausgeschieden | ausgeschieden | ausgeschieden      | ausgeschieden | 9      |
| Marco Verde          | Klasse bis 71 kg   | Freilos    | Freilos  | T. Muxanga       | 3:2          | N. Dev        | 4:1           | L. Richardson | 3:2           | A. Moʻydinxoʻjayev | 0:5           | Silber |

### Fechten
Durch seinen Sieg beim amerikanischen Qualifikationsturnier in San José qualifizierte sich Gibrán Zea für das Säbelfechten der Männer.
| Athleten   | Wettbewerb   | 1. Runde   | 1. Runde | 2. Runde   | 2. Runde | Achtelfinale  | Achtelfinale  | Viertelfinale | Viertelfinale | Halbfinale / Klassifikation | Halbfinale / Klassifikation | Finale / Platzierung | Finale / Platzierung | Rang |
| Athleten   | Wettbewerb   | Gegner     | Ergebnis | Gegner     | Ergebnis | Gegner        | Ergebnis      | Gegner        | Ergebnis      | Gegner                      | Ergebnis                    | Gegner               | Ergebnis             | Rang |
| ---------- | ------------ | ---------- | -------- | ---------- | -------- | ------------- | ------------- | ------------- | ------------- | --------------------------- | --------------------------- | -------------------- | -------------------- | ---- |
| Männer     |              |            |          |            |          |               |               |               |               |                             |                             |                      |                      |      |
| Gibrán Zea | Säbel Einzel | M. Fotouhi | 15:13    | S. Basadse | 6:15     | ausgeschieden | ausgeschieden | ausgeschieden | ausgeschieden | ausgeschieden               | ausgeschieden               | ausgeschieden        | ausgeschieden        | 32   |

### Gewichtheben
Über die olympische Rangliste der IWF konnte sich eine mexikanische Gewichtheberin im Leichtgewicht qualifizieren.
| Athleten     | Wettbewerb       | Reißen  | Reißen | Stoßen  | Stoßen | Zweikampf | Zweikampf | Rang |
| Athleten     | Wettbewerb       | Gewicht | Rang   | Gewicht | Rang   | Gewicht   | Rang      | Rang |
| ------------ | ---------------- | ------- | ------ | ------- | ------ | --------- | --------- | ---- |
| Frauen       |                  |         |        |         |        |           |           |      |
| Janeth Gómez | Klasse bis 59 kg | 95 kg   | 11     | 122 kg  | 8      | 217 kg    | 8         | 8    |

### Golf
Über das Olympic Golf Ranking der IGF qualifizierten sich vier mexikanische Golfer für die Olympischen Spiele.
| Athleten      | Runde 1 | Runde 2 | Runde 3 | Runde 4 | Gesamt | Par | Rang |
| ------------- | ------- | ------- | ------- | ------- | ------ | --- | ---- |
| Frauen        |         |         |         |         |        |     |      |
| Gaby López    | 70      | 74      | 76      | 70      | 290    | +2  | 29   |
| María Fassi   | 78      | 82      | 74      | 75      | 309    | +21 | 58   |
| Männer        |         |         |         |         |        |     |      |
| Carlos Ortiz  | 68      | 70      | 70      | 71      | 279    | −5  | 26   |
| Abraham Ancer | 70      | 71      | 71      | 70      | 282    | −2  | 35   |

### Judo
Über die IJF-Weltrangliste konnten sich zwei mexikanische Judokas qualifizieren.
| Athleten             | Wettbewerb       | 1. Runde    | 1. Runde | Achtelfinale  | Achtelfinale  | Viertelfinale | Viertelfinale | Halbfinale / Trostrunde | Halbfinale / Trostrunde | Finale / Platz 3 | Finale / Platz 3 | Rang   |
| Athleten             | Wettbewerb       | Gegner      | Ergebnis | Gegner        | Ergebnis      | Gegner        | Ergebnis      | Gegner                  | Ergebnis                | Gegner           | Ergebnis         | Rang   |
| -------------------- | ---------------- | ----------- | -------- | ------------- | ------------- | ------------- | ------------- | ----------------------- | ----------------------- | ---------------- | ---------------- | ------ |
| Frauen               |                  |             |          |               |               |               |               |                         |                         |                  |                  |        |
| Paulina Martínez     | Klasse bis 52 kg | M. Ballhaus | 0s1:11s2 | ausgeschieden | ausgeschieden | ausgeschieden | ausgeschieden | ausgeschieden           | ausgeschieden           | ausgeschieden    | ausgeschieden    | 17     |
| Prisca Awiti Alcaraz | Klasse bis 63 kg | N. Shaheen  | 10:0     | A. Szymańska  | 1s1:0s1       | L. Piovesana  | 1s1:0         | K. Krišto               | 11s1:0                  | A. Leški         | 1:10             | Silber |

### Kanu
Beim amerikanischen Qualifikationsevent im Kanurennsport konnte Mexiko einen Startplatz im K2 der Frauen gewinnen. Im Kanuslalom erhielt man ebenfalls über die panamerikanische Qualifikationsveranstaltung in Rio de Janeiro einen Startplatz im K1 der Frauen.

#### Kanurennsport
| Athleten                      | Wettbewerb | Vorlauf     | Vorlauf | Viertelfinale | Viertelfinale | Halbfinale  | Halbfinale | A/B-Finale            | A/B-Finale    | Rang |
| Athleten                      | Wettbewerb | Zeit        | Rang    | Zeit          | Rang          | Zeit        | Rang       | Zeit                  | Rang          | Rang |
| ----------------------------- | ---------- | ----------- | ------- | ------------- | ------------- | ----------- | ---------- | --------------------- | ------------- | ---- |
| Frauen                        |            |             |         |               |               |             |            |                       |               |      |
| Karina Alanís                 | K1 500 m   | 1:56,30 min | 6       | 1:52,86 min   | 5             | 1:53,83 min | 8          | ausgeschieden         | ausgeschieden | 27   |
| Beatriz Briones               | K1 500 m   | 1:44,87 min | 5       | 1:41,45 min   | 3             | 1:40,39 min | 5          | C-Finale: 1:43,70 min | 5             | 21   |
| Karina Alanís Beatriz Briones | K2 500 m   | 1:58,10 min | 6       | 1:53,05 min   | 3             | 1:53,86 min | 5          | C-Finale: 1:54,53 min | 2             | 10   |

#### Kanuslalom
| Athleten      | Wettbewerb | Vorlauf  | Vorlauf | Halbfinale    | Halbfinale    | Finale        | Finale        | Rang |
| Athleten      | Wettbewerb | Zeit     | Rang    | Zeit          | Rang          | Zeit          | Rang          | Rang |
| ------------- | ---------- | -------- | ------- | ------------- | ------------- | ------------- | ------------- | ---- |
| Frauen        |            |          |         |               |               |               |               |      |
| Sofía Reinoso | K1         | 120,93 s | 25      | ausgeschieden | ausgeschieden | ausgeschieden | ausgeschieden | 25   |

Boater-Cross
| Frauen        |          |         |    |   |   |   |               |               |               |    |
| Sofía Reinoso | K1 Cross | 82,99 s | 34 | 2 | — | 4 | ausgeschieden | ausgeschieden | ausgeschieden | 28 |

### Leichtathletik
Die Olympianormen des Weltverbandes hatten mexikanische Leichtathleten in sechs Disziplinen erreicht.
Laufen und Gehen
| Athleten                      | Wettbewerb             | Vorlauf         | Vorlauf | Hoffnungslauf | Hoffnungslauf | Halbfinale    | Halbfinale    | Finale        | Finale        | Rang |
| Athleten                      | Wettbewerb             | Zeit            | Rang    | Zeit          | Rang          | Zeit          | Rang          | Zeit          | Rang          | Rang |
| ----------------------------- | ---------------------- | --------------- | ------- | ------------- | ------------- | ------------- | ------------- | ------------- | ------------- | ---- |
| Frauen                        |                        |                 |         |               |               |               |               |               |               |      |
| Cecilia Tamayo-Garza          | 100 m                  | 11:39 s         | 5       | —             | —             | ausgeschieden | ausgeschieden | ausgeschieden | ausgeschieden | 45   |
| Cecilia Tamayo-Garza          | 200 m                  | 23,65 s         | 7       | 23,49 s       | 5             | ausgeschieden | ausgeschieden | ausgeschieden | ausgeschieden | 37   |
| Paola Morán                   | 400 m                  | 51,04 s         | 3       | ―             | ―             | 50,73 s       | 6             | ausgeschieden | ausgeschieden | 13   |
| Alma Cortés                   | 5000 m                 | 15:45,33 min    | 18      | —             | —             | —             | —             | ausgeschieden | ausgeschieden | 35   |
| Laura Galván                  | 5000 m                 | 15:05,20 min SB | 11      | —             | —             | —             | —             | ausgeschieden | ausgeschieden | 20   |
| Citlali Cristian              | Marathon               | —               | —       | —             | —             | —             | —             | 2:30:03 h     | 27            | 27   |
| Margarita Hernández           | Marathon               | —               | —       | —             | —             | —             | —             | 2:37:24 h     | 63            | 63   |
| Alegna González               | 20 km Gehen            | —               | —       | —             | —             | —             | —             | 1:27:14 h     | 5             | 5    |
| Ilse Guerrero                 | 20 km Gehen            | —               | —       | —             | —             | —             | —             | 1:37:10 h     | 39            | 39   |
| Alejandra Ortega              | 20 km Gehen            | —               | —       | —             | —             | —             | —             | 1:31:58 h     | 24            | 24   |
| Männer                        |                        |                 |         |               |               |               |               |               |               |      |
| Jesús Tonatiú López           | 800 m                  | 1:45,82 min     | 5       | 1:45,13 min   | 1             | 1:50,38 min   | 8             | ausgeschieden | ausgeschieden | 24   |
| Noel Chama                    | 20 km Gehen            | —               | —       | —             | —             | —             | —             | 1:20:19 h NR  | 13            | 13   |
| José Luis Doctor              | 20 km Gehen            | —               | —       | —             | —             | —             | —             | DSQ           | DSQ           | DSQ  |
| Ricardo Ortíz                 | 20 km Gehen            | —               | —       | —             | —             | —             | —             | 1:20:27 h     | 14            | 14   |
| Mixed                         |                        |                 |         |               |               |               |               |               |               |      |
| Ricardo Ortíz Alegna Gonzales | Marathon Gehen (Mixed) | —               | —       | —             | —             | —             | —             | 2:52:38 h     | 5             | 5    |

Springen und Werfen
| Athleten       | Wettbewerb  | Qualifikation | Qualifikation | Finale        | Finale        | Rang |
| Athleten       | Wettbewerb  | Weite/Höhe    | Rang          | Weite/Höhe    | Rang          | Rang |
| -------------- | ----------- | ------------- | ------------- | ------------- | ------------- | ---- |
| Männer         |             |               |               |               |               |      |
| Erick Portillo | Hochsprung  | 2,20 m        | 15            | ausgeschieden | ausgeschieden | 15   |
| Edgar Rivera   | Hochsprung  | 2,20 m        | 15            | ausgeschieden | ausgeschieden | 15   |
| Uziel Muñoz    | Kugelstoßen | 21,22 m       | 8             | 20,88 m       | 8             | 8    |
| Diego del Real | Hammerwurf  | 72,10 m       | 22            | ausgeschieden | ausgeschieden | 22   |

### Moderner Fünfkampf
Im Laufe des Qualifikationszeitraums konnten sich vier mexikanische Fünfkämpfer für die Spiele qualifizieren.
| Athleten           | Fechten | Fechten | Schwimmen   | Schwimmen | Reiten  | Reiten | Combined     | Combined | Punkte | Rang |
| Athleten           | Bilanz  | Punkte  | Zeit        | Punkte    | Zeit    | Punkte | Zeit         | Punkte   | Punkte | Rang |
| ------------------ | ------- | ------- | ----------- | --------- | ------- | ------ | ------------ | -------- | ------ | ---- |
| Frauen             |         |         |             |           |         |        |              |          |        |      |
| Mayan Oliver       | 18+0    | 215     | 2:26,21 min | 258       | 57,30 s | 300    | 11:27,41 min | 613      | 1386   | 20   |
| Mariana Arceo      | 12+8    | 193     | 2:15,78 min | 279       | EL      | 0      | 11:38,41 min | 602      | 1074   | 35   |
| Männer             |         |         |             |           |         |        |              |          |        |      |
| Emiliano Hernández | 17+6    | 222     | 2:03,39 min | 304       | 60,54 s | 286    | 9:40,80 min  | 720      | 1532   | 4    |
| Duilio Carrillo    | 14+0    | 195     | 2:07,39 min | 296       | 61,91 s | 279    | 10:17,52 min | 683      | 1453   | 29   |

### Radsport
Bei den Panamerika-Meisterschaften 2023 gewann Mexiko einen Startplatz für das Straßenrennen der Frauen. Auf der Bahn konnten über die entsprechenden Qualifikationsranglisten Startplätze in fünf Wettbewerben gewonnen werden. Im Mountainbike erhielt man über die Panamerika-Meisterschaften 2023 in Congonhas je einen Startplatz für die Wettbewerbe der Männer und Frauen.

#### Bahn
| Athleten                                     | Wettbewerb | Rang | Details                                                                                        |
| -------------------------------------------- | ---------- | ---- | ---------------------------------------------------------------------------------------------- |
| Frauen                                       |            |      |                                                                                                |
| Daniela Gaxiola Yuli Verdugo Jessica Salazar | Teamsprint | 5    | Qualifikation: 46,587 s Erste Runde: 46,198 s Finale: 46,251 s                                 |
| Daniela Gaxiola                              | Sprint     | 15   |                                                                                                |
| Yuli Verdugo                                 | Sprint     | 19   |                                                                                                |
| Daniela Gaxiola                              | Keirin     | 6    |                                                                                                |
| Yuli Verdugo                                 | Keirin     | 27   |                                                                                                |
| Victoria Velasco                             | Omnium     | 22   | Scratch: 2 Punkte Temporennen: −39 Punkte Ausscheidungsfahren: 2 Punkte Punktefahren: 3 Punkte |
| Männer                                       |            |      |                                                                                                |
| Ricardo Peña                                 | Omnium     | 21   | Scratch: 1 Punkt Temporennen: 4 Punkte Ausscheidungsfahren: 2 Punkte Punktefahren: −40 Punkte  |

#### Straße
| Athleten       | Wettbewerb    | Zeit | Rang |
| -------------- | ------------- | ---- | ---- |
| Frauen         |               |      |      |
| Marcela Prieto | Straßenrennen | DNF  | DNF  |

#### Mountainbike
| Athleten             | Wettbewerb    | Zeit      | Rang |
| -------------------- | ------------- | --------- | ---- |
| Frauen               |               |           |      |
| Monserrath Rodríguez | Cross-Country | LAP       | 33   |
| Männer               |               |           |      |
| Adair Prieto         | Cross-Country | 1:31:42 h | 23   |

### Reiten
Bei den Panamerikanischen Spielen 2023 konnte sich die mexikanische Mannschaft im Springreiten qualifizieren, wodurch auch im Einzel drei Reiter startberechtigt waren.

#### Springreiten
| Athleten                                                                                    | Wettbewerb | Strafpunkte   | Strafpunkte   | Strafpunkte   | Strafpunkte   | Strafpunkte   | Strafpunkte   | Rang |
| Athleten                                                                                    | Wettbewerb | Einzelwertung | Einzelwertung | Einzelwertung | Nationenpreis | Nationenpreis | Nationenpreis | Rang |
| Athleten                                                                                    | Wettbewerb | 1. Umlauf     | 2. Umlauf     | Stechen       | 1. Umlauf     | 2. Umlauf     | Stechen       | Rang |
| ------------------------------------------------------------------------------------------- | ---------- | ------------- | ------------- | ------------- | ------------- | ------------- | ------------- | ---- |
| Federico Fernández mit Romeo                                                                | Einzel     | 8             | ausgeschieden | ausgeschieden | —             | —             | —             | 49   |
| Eugenio Garza mit Contago                                                                   | Einzel     | 4             | ausgeschieden | ausgeschieden | —             | —             | —             | 40   |
| Andrés Azcárraga mit Contendros 2                                                           | Einzel     | 0             | EL            | ausgeschieden | —             | —             | —             | ―    |
| Federico Fernández mit Romeo Eugenio Garza mit Contago Carlos Hank mit Porthos Maestro WH Z | Mannschaft | —             | —             | —             | 20            | WD            | —             | ―    |

### Ringen
Beim amerikanischen Qualifikationsturnier im heimischen Acapulco konnten mexikanische Ringer zwei Quotenplätze gewinnen.

#### Freier Stil
Legende: G = Gewonnen, V = Verloren, S = Schultersieg
| Athleten          | Wettbewerb       | Achtelfinale   | Achtelfinale | Viertelfinale | Viertelfinale | Halbfinale    | Halbfinale    | Hoffnungsrunde Halbfinale | Hoffnungsrunde Halbfinale | Hoffnungsrunde Finale | Hoffnungsrunde Finale | Finale        | Finale        | Rang |
| Athleten          | Wettbewerb       | Gegner         | Ergebnis     | Gegner        | Ergebnis      | Gegner        | Ergebnis      | Gegner                    | Ergebnis                  | Gegner                | Ergebnis              | Gegner        | Ergebnis      | Rang |
| ----------------- | ---------------- | -------------- | ------------ | ------------- | ------------- | ------------- | ------------- | ------------------------- | ------------------------- | --------------------- | --------------------- | ------------- | ------------- | ---- |
| Männer            |                  |                |              |               |               |               |               |                           |                           |                       |                       |               |               |      |
| Roman Bravo-Young | Klasse bis 57 kg | A. Harutjunjan | V 3:13       | ausgeschieden | ausgeschieden | ausgeschieden | ausgeschieden | ausgeschieden             | ausgeschieden             | ausgeschieden         | ausgeschieden         | ausgeschieden | ausgeschieden | 12   |
| Austin Gomez      | Klasse bis 65 kg | H. Əliyev      | V 0:7        | ausgeschieden | ausgeschieden | ausgeschieden | ausgeschieden | ausgeschieden             | ausgeschieden             | ausgeschieden         | ausgeschieden         | ausgeschieden | ausgeschieden | 12   |

### Rudern
Bei den Weltmeisterschaften 2023 qualifizierte sich Mexiko für den Leichtgewichts-Doppelzweier der Männer. Zudem konnte bei der amerikanischen Qualifikationsregatta ein Startplatz im Einer der Frauen gewonnen werden.
| Athleten                     | Wettbewerb                  | Vorlauf     | Vorlauf | Vorlauf       | Hoffnungslauf / Viertelfinale | Hoffnungslauf / Viertelfinale | Hoffnungslauf / Viertelfinale | Halbfinale  | Halbfinale | Halbfinale    | Finale      | Finale | Rang |
| Athleten                     | Wettbewerb                  | Zeit        | Rang    | Qualifikation | Zeit                          | Rang                          | Qualifikation                 | Zeit        | Rang       | Qualifikation | Zeit        | Rang   | Rang |
| ---------------------------- | --------------------------- | ----------- | ------- | ------------- | ----------------------------- | ----------------------------- | ----------------------------- | ----------- | ---------- | ------------- | ----------- | ------ | ---- |
| Frauen                       |                             |             |         |               |                               |                               |                               |             |            |               |             |        |      |
| Kenia Lechuga                | Einer                       | 7:46,11 min | 3       | Viertelfinale | 7:50,35 min                   | 5                             | Halbfinale C/D                | 7:58,00 min | 2          | C-Finale      | 7:31,99 min | 4      | 16   |
| Männer                       |                             |             |         |               |                               |                               |                               |             |            |               |             |        |      |
| Miguel Carballo Alexis López | Leichtgewichts-Doppelzweier | 6:37,46 min | 4       | Hoffnungslauf | 6:47,60 min                   | 3                             | Halbfinale A/B                | 6:37,43 min | 6          | B-Finale      | 6:25,84 min | 4      | 10   |

### Schießen
Im Qualifikationszeitraum konnten mehrere Quotenplätze erreicht werden.
| Athleten                     | Wettbewerb                                 | Qualifikation   | Qualifikation | Finale          | Finale        |
| Athleten                     | Wettbewerb                                 | Ringe/ Scheiben | Rang          | Ringe/ Scheiben | Rang          |
| ---------------------------- | ------------------------------------------ | --------------- | ------------- | --------------- | ------------- |
| Frauen                       |                                            |                 |               |                 |               |
| Goretti Zumaya               | 10 m Luftgewehr                            | 627,4           | 20            | ausgeschieden   | ausgeschieden |
| Alejandra Zavala             | 25 m Sportpistole                          | 580             | 20            | ausgeschieden   | ausgeschieden |
| Alejandra Zavala             | 10 m Sportpistole                          | 573             | 17            | ausgeschieden   | ausgeschieden |
| Gabriel Rodríguez            | Skeet                                      | 120             | 7             | ausgeschieden   | ausgeschieden |
| Männer                       |                                            |                 |               |                 |               |
| Carlos Quezada               | 50 m Kleinkalibergewehr Dreistellungskampf | 579             | 36            | ausgeschieden   | ausgeschieden |
| Carlos Quezada               | 10 m Luftgewehr                            | 621,6           | 44            | ausgeschieden   | ausgeschieden |
| Edson Ramírez                | 10 m Luftgewehr                            | 628,3           | 19            | ausgeschieden   | ausgeschieden |
| Mixed                        |                                            |                 |               |                 |               |
| Goretti Zumaya Edson Ramírez | 10 m Luftgewehr Mannschaft                 | 628,6           | 7             | ausgeschieden   | ausgeschieden |

### Schwimmen
Die olympischen Normzeiten des Weltverbandes konnten mehrere mexikanische Schwimmer erreichen. Zudem qualifizierten sich zwei Sportler für die Freiwasserwettbewerbe.
| Athleten             | Wettbewerb       | Vorlauf     | Vorlauf | Halbfinale    | Halbfinale    | Finale        | Finale        | Rang |
| Athleten             | Wettbewerb       | Zeit        | Rang    | Zeit          | Rang          | Zeit          | Rang          | Rang |
| -------------------- | ---------------- | ----------- | ------- | ------------- | ------------- | ------------- | ------------- | ---- |
| Frauen               |                  |             |         |               |               |               |               |      |
| Celia Pulido         | 100 m Rücken     | 1:01,10 min | 21      | ausgeschieden | ausgeschieden | ausgeschieden | ausgeschieden | 21   |
| Martha Sandoval      | 10 km Freiwasser | —           | —       | —             | —             | 2:07:24,9 h   | 19            | 19   |
| Männer               |                  |             |         |               |               |               |               |      |
| Gabriel Castaño      | 50 m Freistil    | 21,89 s     | 11      | 21,99 s       | 15            | ausgeschieden | ausgeschieden | 15   |
| Jorge Iga            | 100 m Freistil   | 49,28 s     | 32      | ausgeschieden | ausgeschieden | ausgeschieden | ausgeschieden | 32   |
| Jorge Iga            | 200 m Freistil   | 1:48,38 min | 20      | ausgeschieden | ausgeschieden | ausgeschieden | ausgeschieden | 20   |
| Miguel de Lara Ojeda | 100 m Brust      | DSQ         | DSQ     | ausgeschieden | ausgeschieden | ausgeschieden | ausgeschieden | ―    |
| Miguel de Lara Ojeda | 200 m Brust      | 2:11,16 min | 17      | 2:11,28 min   | 16            | ausgeschieden | ausgeschieden | 16   |
| Paulo Strehlke       | 10 km Freiwasser | —           | —       | —             | —             | 1:56:28,4 h   | 12            | 12   |

### Segeln
Bei den Segel-Weltmeisterschaften 2023 gewann Mexiko einen Startplatz für das Windsurfen der Frauen. Zudem qualifizierte man sich über die ILCA-Weltmeisterschaften 2024 im Laser Radial.
| Athleten        | Wettbewerb        | Qualifikation | Qualifikation | Medal Race    | Medal Race    | Punkte | Rang |
| Athleten        | Wettbewerb        | Punkte        | Rang          | Punkte        | Rang          | Punkte | Rang |
| --------------- | ----------------- | ------------- | ------------- | ------------- | ------------- | ------ | ---- |
| Frauen          |                   |               |               |               |               |        |      |
| Mariana Aguilar | Windsurfen iQFoiL | 138           | 13            | ausgeschieden | ausgeschieden | 138    | 13   |
| Elena Oetling   | Laser Radial      | 171           | 26            | ausgeschieden | ausgeschieden | 171    | 26   |

### Surfen
Über die ISA World Surfing Games 2023 konnte sich mit Alan Cleland ein mexikanischer Surfer für die Olympischen Spiele qualifizieren.
| Athleten     | Wettbewerb | 1. Runde | 1. Runde | 2. Runde  | 2. Runde   | 3. Runde | 3. Runde    | Viertelfinale | Viertelfinale | Halbfinale    | Halbfinale    | Finale / Platz 3 | Finale / Platz 3 | Rang |
| Athleten     | Wettbewerb | Punkte   | Rang     | Gegner    | Ergebnis   | Gegner   | Ergebnis    | Gegner        | Ergebnis      | Gegner        | Ergebnis      | Gegner           | Ergebnis         | Rang |
| ------------ | ---------- | -------- | -------- | --------- | ---------- | -------- | ----------- | ------------- | ------------- | ------------- | ------------- | ---------------- | ---------------- | ---- |
| Männer       |            |          |          |           |            |          |             |               |               |               |               |                  |                  |      |
| Alan Cleland | Shortboard | 14,34    | 2        | A. Criere | 15,17:4,43 | J. Duru  | 15,17:18,13 | ausgeschieden | ausgeschieden | ausgeschieden | ausgeschieden | ausgeschieden    | ausgeschieden    | 9    |

### Synchronschwimmen
Über die Panamerikanischen Spiele 2023 qualifizierte sich Mexiko für den Gruppenwettbewerb, wodurch auch ein Duett an den Start gehen konnte.
| Athletinnen | Wettbewerb | Technische Kür | Technische Kür | Freie Kür | Freie Kür | Akrobatische Kür | Akrobatische Kür | Gesamt   | Gesamt |
| Athletinnen | Wettbewerb | Punkte         | Rang           | Punkte    | Rang      | Punkte           | Rang             | Punkte   | Rang   |
| --- | ---------- | -------------- | -------------- | --------- | --------- | ---------------- | ---------------- | -------- | ------ |
| Frauen |            |                |                |           |           |                  |                  |          |        |
| Nuria Diosdado Joana Jiménez                                                                                                | Duett      | 238,9383       | 11             | 232,6563  | 12        | —                | —                | 471,5946 | 12     |
| Regina Alferez Marla Arellano Nuria Diosdado Itzamary González Joana Jiménez Luisa Rodríguez Jessica Sobrino Pamela Toscano | Gruppe     | 242,9491       | 8              | 347,3874  | 8         | 263,4567         | 5                | 853,7932 | 7      |

### Taekwondo
Über die olympische Rangliste qualifizierten sich zwei mexikanische Athleten im Taekwondo für die Olympischen Spiele.
| Athleten        | Wettbewerb        | Achtelfinale | Achtelfinale | Viertelfinale | Viertelfinale | Hoffnungsrunde Halbfinale | Hoffnungsrunde Halbfinale | Halbfinale    | Halbfinale    | Hoffnungsrunde Finale | Hoffnungsrunde Finale | Finale        | Finale        | Rang |
| Athleten        | Wettbewerb        | Gegner       | Ergebnis     | Gegner        | Ergebnis      | Gegner                    | Ergebnis                  | Gegner        | Ergebnis      | Gegner                | Ergebnis              | Gegner        | Ergebnis      | Rang |
| --------------- | ----------------- | ------------ | ------------ | ------------- | ------------- | ------------------------- | ------------------------- | ------------- | ------------- | --------------------- | --------------------- | ------------- | ------------- | ---- |
| Frauen          |                   |              |              |               |               |                           |                           |               |               |                       |                       |               |               |      |
| Daniela Souza   | Klasse bis 49 kg  | I. Dhahri    | 1:2          | ausgeschieden | ausgeschieden | ausgeschieden             | ausgeschieden             | ausgeschieden | ausgeschieden | ausgeschieden         | ausgeschieden         | ausgeschieden | ausgeschieden | 11   |
| Männer          |                   |              |              |               |               |                           |                           |               |               |                       |                       |               |               |      |
| Carlos Sansores | Klasse über 80 kg | P. Gomis     | 2:0          | A. Salimi     | 1:2           | N. Rafalovich             | 2:1                       | ausgeschieden | ausgeschieden | C. Sallah Cissé       | 1:2                   | ausgeschieden | ausgeschieden | 5    |

### Tischtennis
Über das lateinamerikanische Qualifikationsturnier in Lima konnte sich je ein mexikanischer Tischtennisspieler für die beiden Einzelwettbewerbe qualifizieren.
| Athleten              | Wettbewerb | 1. Runde | 1. Runde | 2. Runde     | 2. Runde | 3. Runde      | 3. Runde      | Achtelfinale  | Achtelfinale  | Viertelfinale | Viertelfinale | Halbfinale    | Halbfinale    | Finale / Platz 3 | Finale / Platz 3 | Rang |
| Athleten              | Wettbewerb | Gegner   | Erg.     | Gegner       | Erg.     | Gegner        | Erg.          | Gegner        | Erg.          | Gegner        | Erg.          | Gegner        | Erg.          | Gegner           | Erg.             | Rang |
| --------------------- | ---------- | -------- | -------- | ------------ | -------- | ------------- | ------------- | ------------- | ------------- | ------------- | ------------- | ------------- | ------------- | ---------------- | ---------------- | ---- |
| Frauen                |            |          |          |              |          |               |               |               |               |               |               |               |               |                  |                  |      |
| Arantxa Cossío Aceves | Einzel     | Freilos  | Freilos  | S. Polcanova | 0:4      | ausgeschieden | ausgeschieden | ausgeschieden | ausgeschieden | ausgeschieden | ausgeschieden | ausgeschieden | ausgeschieden | ausgeschieden    | ausgeschieden    | 33   |
| Männer                |            |          |          |              |          |               |               |               |               |               |               |               |               |                  |                  |      |
| Marcos Madrid         | Einzel     | Freilos  | Freilos  | D. Ovtcharov | 0:4      | ausgeschieden | ausgeschieden | ausgeschieden | ausgeschieden | ausgeschieden | ausgeschieden | ausgeschieden | ausgeschieden | ausgeschieden    | ausgeschieden    | 33   |

### Triathlon
Über die Einzel-Rangliste konnten sich je zwei Frauen und Männer qualifizieren, wodurch auch eine mexikanische Mixed-Staffel an den Start gehen konnte.
| Athleten                                                | Wettbewerb | Zeit      | Rang |
| ------------------------------------------------------- | ---------- | --------- | ---- |
| Frauen                                                  |            |           |      |
| Lizeth Rueda                                            | Einzel     | 2:01:18 h | 30   |
| Rosa Tapia                                              | Einzel     | 1:58:29 h | 18   |
| Männer                                                  |            |           |      |
| Crisanto Grajales                                       | Einzel     | 1:50:02 h | 39   |
| Aram Peñaflor                                           | Einzel     | 1:51:46 h | 49   |
| Mixed                                                   |            |           |      |
| Aram Peñaflor Rosa Tapia Crisanto Grajales Lizeth Rueda | Staffel    | 1:29:20 h | 13   |

### Turnen
Über die Weltmeisterschaften 2023 konnten sich drei mexikanische Turnerinnen qualifizieren. In der Rhythmischen Sportgymnastik konnte sich die Gruppe über die Panamerikanischen Spiele 2023 qualifizieren.

#### Gerätturnen
| Athleten         | Wettbewerb       | Qualifikation    | Qualifikation    | Finale           | Finale           | Rang             |
| Athleten         | Wettbewerb       | Punkte           | Rang             | Punkte           | Rang             | Rang             |
| ---------------- | ---------------- | ---------------- | ---------------- | ---------------- | ---------------- | ---------------- |
| Frauen           |                  |                  |                  |                  |                  |                  |
| Natalia Escalera | Boden            | nicht angetreten | nicht angetreten | nicht angetreten | nicht angetreten | nicht angetreten |
| Natalia Escalera | Schwebebalken    | nicht angetreten | nicht angetreten | nicht angetreten | nicht angetreten | nicht angetreten |
| Natalia Escalera | Sprung           | nicht angetreten | nicht angetreten | nicht angetreten | nicht angetreten | nicht angetreten |
| Natalia Escalera | Stufenbarren     | 12,800           | 52               | ausgeschieden    | ausgeschieden    | 52               |
| Natalia Escalera | Mehrkampf Einzel | nicht beendet    | nicht beendet    | nicht beendet    | nicht beendet    | nicht beendet    |
| Alexa Moreno     | Boden            | 12,800           | 36               | ausgeschieden    | ausgeschieden    | 36               |
| Alexa Moreno     | Schwebebalken    | 11,200           | 74               | ausgeschieden    | ausgeschieden    | 74               |
| Alexa Moreno     | Sprung           | 13,949           | 10               | ausgeschieden    | ausgeschieden    | 10               |
| Alexa Moreno     | Stufenbarren     | 12,633           | 56               | ausgeschieden    | ausgeschieden    | 56               |
| Alexa Moreno     | Mehrkampf Einzel | 50,799           | 43               | ausgeschieden    | ausgeschieden    | 43               |
| Ahtziri Sandoval | Boden            | 11,833           | 68               | ausgeschieden    | ausgeschieden    | 68               |
| Ahtziri Sandoval | Schwebebalken    | 11,733           | 68               | ausgeschieden    | ausgeschieden    | 68               |
| Ahtziri Sandoval | Sprung           | 12,550           | 19               | ausgeschieden    | ausgeschieden    | 19               |
| Ahtziri Sandoval | Stufenbarren     | 12,266           | 65               | ausgeschieden    | ausgeschieden    | 65               |
| Ahtziri Sandoval | Mehrkampf Einzel | 48,332           | 54               | ausgeschieden    | ausgeschieden    | 54               |

#### Rhythmische Sportgymnastik
| Athletinnen                                                               | Wettbewerb           | Qualifikation | Qualifikation | Finale        | Finale        | Rang |
| Athletinnen                                                               | Wettbewerb           | Punkte        | Rang          | Punkte        | Rang          | Rang |
| ------------------------------------------------------------------------- | -------------------- | ------------- | ------------- | ------------- | ------------- | ---- |
| Frauen                                                                    |                      |               |               |               |               |      |
| Dalia Alcocer Sofía Flores Julia Gutiérrez Kimberly Salazar Adirem Tejeda | Mehrkampf Mannschaft | 57,500        | 12            | ausgeschieden | ausgeschieden | 12   |

### Wasserspringen
Über die Weltmeisterschaften 2023 und 2024 konnten insgesamt elf Quotenplätze durch mexikanische Wasserspringer gewonnen werden.
| Athleten                          | Wettbewerb            | Vorkampf | Vorkampf | Halbfinale    | Halbfinale    | Finale        | Finale        | Rang   |
| Athleten                          | Wettbewerb            | Punkte   | Rang     | Punkte        | Rang          | Punkte        | Rang          | Rang   |
| --------------------------------- | --------------------- | -------- | -------- | ------------- | ------------- | ------------- | ------------- | ------ |
| Frauen                            |                       |          |          |               |               |               |               |        |
| Aranza Vázquez                    | Kunstspringen 3 m     | 321,75   | 3        | 248,20        | 16            | ausgeschieden | ausgeschieden | 16     |
| Alejandra Estudillo               | Kunstspringen 3 m     | 276,45   | 17       | 317,05        | 5             | 301,95        | 6             | 6      |
| Gabriela Agúndez                  | Turmspringen 10 m     | 306,95   | 6        | 295,00        | 9             | 350,40        | 5             | 5      |
| Alejandra Orozco                  | Turmspringen 10 m     | 320,80   | 4        | 312,00        | 5             | 320,60        | 8             | 8      |
| Gabriela Agúndez Alejandra Orozco | Synchronspringen 10 m | —        | —        | —             | —             | 297,66        | 5             | 5      |
| Männer                            |                       |          |          |               |               |               |               |        |
| Osmar Olvera                      | Kunstspringen 3 m     | 444,15   | 5        | 463,75        | 4             | 500,40        | 3             | Bronze |
| Kevin Muñoz                       | Kunstspringen 3 m     | 362,05   | 19       | ausgeschieden | ausgeschieden | ausgeschieden | ausgeschieden | 19     |
| Randal Willars                    | Turmspringen 10 m     | 460,75   | 6        | 432,45        | 7             | 478,40        | 5             | 5      |
| Kevin Berlín                      | Turmspringen 10 m     | 407,15   | 11       | 428,65        | 8             | 420,65        | 9             | 9      |
| Osmar Olvera Juan Celaya          | Synchronspringen 3 m  | —        | —        | —             | —             | 444,03        | 2             | Silber |
| Randal Willars Kevin Berlín       | Synchronspringen 10 m | —        | —        | —             | —             | 418,65        | 4             | 4      |